# Epidendrum greenwoodii
Epidendrum greenwoodii är en orkidéart som beskrevs av Eric Hágsater. Epidendrum greenwoodii ingår i släktet Epidendrum och familjen orkidéer. Inga underarter finns listade i Catalogue of Life.